# Chrzanów Szlachecki
Chrzanów Szlachecki – zniesiona wieś, obecnie południowa część Chrzanowa w województwie lubelskim, w powiecie janowskim, w gminie Chrzanów, obejmująca części wsi Chrzanów Pierwszy, Chrzanów Drugi, Dąbrowa i Zawygonie.

## Historia
W 1708 roku na drobnych działkach osadzono gospodarzy żydowskich, którzy zajmowali się tkactwem. Pod koniec XIX wieku pozbyto się części folwarcznych gruntów.
W 1933 utworzono gromadę Chrzanów Szlachecki w gminie Chrzanów w powiecie janowskim w województwie lubelskim. Po wojnie przekształocno ją w gromady Chrzanów Pierwszy i Chrzanów Drugi.